# Basílica menor de Nuestra Señora de Piat
La Basílica Menor de Nuestra Señora de Piat es una de los doce Basílicas Menores en Filipina. Está situada en las afueras de Piat, en la provincia de Cagayán. El santuario es apodado como el Centro de peregrinación del Norte, y el hogar de una virgen María negra de 407 años de edad, llamada Nuestra Señora de Piat. Pertenece a la arquidiódecis de Tuguegarao.
Un pequeño santuario de Nuestra Señora de Piat fue construido en 1604 por los Itawis. Sin embargo, en 1700, el pueblo construyó una iglesia más amplia de materiales más duraderos sobre una colina a una milla de la parroquia de Santo Domingo. El actual santuario fue construido por el Rverendo Diego Piñero y posteriormente restaurada por el padre-. José Gurumeta en 1875.